# Ватиканський кодекс

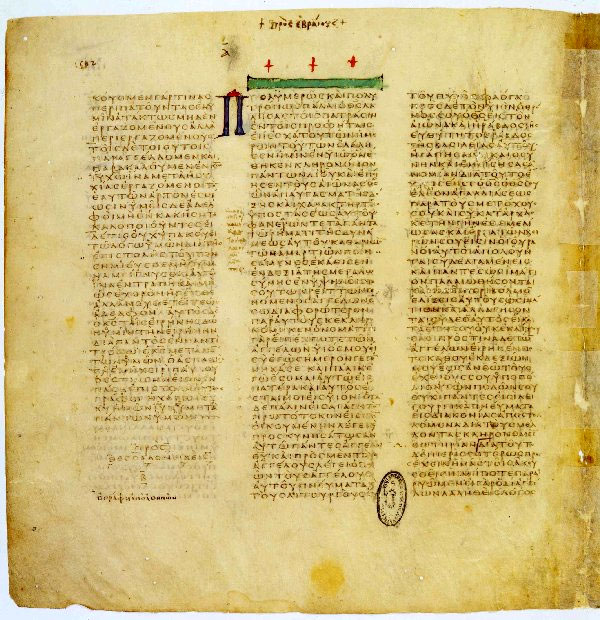
Сторінка Ватиканського кодекса кінець 2-го листу до Солунян і початок Послання до Євреїв

Ватиканський кодекс (лат. Codex Vaticanus; Bibl. Vat., Vat. gr. 1209), умовне позначення B, або 03, згідно з системою Грегорі-Аланд, δ 1 згідно з системою von Sodena) — рукопис Старого і Нового Заповітів, один з найстаріших та найголовніших рукописів Нового Заповіту, написаний давньогрецькою мовою (діалект Койне), датується початком IV століття. Назва кодексу походить від місця зберігання, символ B дав ще Wettstein, символ 03 — Грегорі. Також у списку рукописів Септуагінти, відповідно до класифікації Альфреда Радафса отримав символ В. Більш ніж 500 років зберігається у Ватиканській бібліотеці (Gr. 1209).
Кодекс став відомий завдяки листуванню Еразма Ротердамського з префектами Ватиканської бібліотеки, але його текст довго не був доступний. Витяг з тексту рукопису було зроблено недосконало з численними помилками, і це було причиною багатьох непорозумінь. Тільки під кінець XIX століття, текст рукописи став повністю доступний для наукових досліджень.
Це один з найстарших і найкращих рукописів грецької Біблії, до моменту відкриття Синайського кодексу не було рівних у світі. Критики тексту високо цінують текст рукопису і є одним з найбільш видаваних рукописів. Кодекс зберігся і донині в дуже хорошому стані, тому що часто не використовувався.

## Особливості рукопису

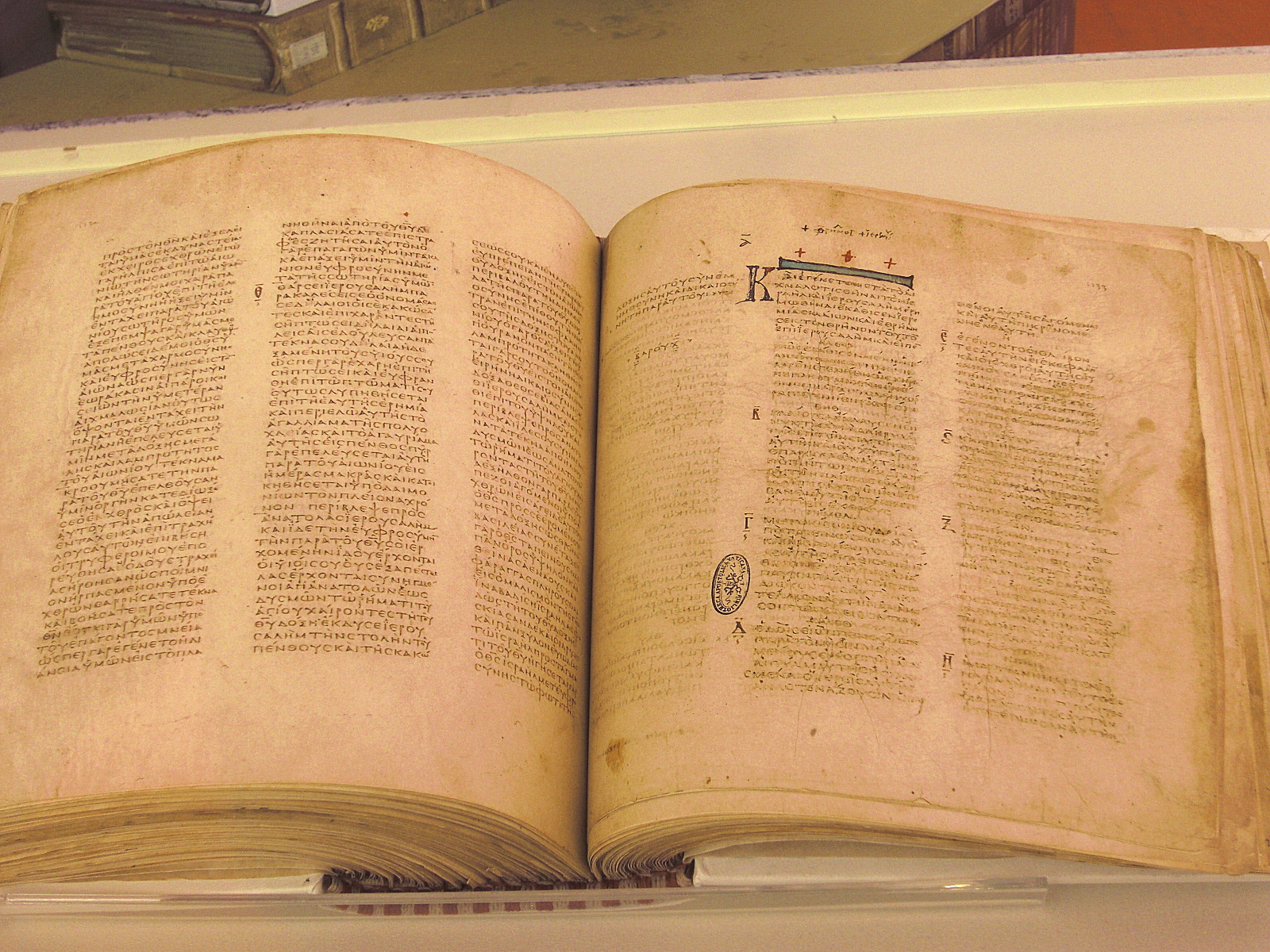
2015

Ватиканський кодекс написаний на тонкому пергаменті, 27 см на 27 см. Грецький текст рукопису відбиває Александрійський тип тексту. I категорія Аланда.
Кодекс був написаний в Александрії. Кодекс перебував в Константинополі, в XV столітті на Базельскому соборі був переданий Папі Римському.
З цього часу кодекс перебуває у Ватиканській бібліотеці (Vat. gr. 1209).
Спочатку рукопис складався близько 820 високоякісних пергаментових аркушів (71 втратилось). На 607 сторінках (спочатку 658) містився майже весь Старий Завіт (Септуагінта), і на 142 додаткових сторінках (спочатку 162) — майже весь Новий Завіт. Порядок книг Старого Завіту від Буття до Другої книги хроніки є така сама, що і в інших рукописах, а потім розміщений в наступному порядку: 1 Книга Езри, 2 Книга Езри, Псалми, Притчі, Екклезіяст, Пісня над піснями, Книга Йова, Книга мудрості, Книга Ісуса Сина Сираха, Книга Естер, Книга Юдити, Книга Товита, 12 малих пророків (Осія — Малахія), Книга пророка Ісаї, Книга пророка Єремії, Книга пророка Варуха, Плач Єремії, Книга Пророка Єремії, Книга пророка Єзекіїля і Книга пророка Даниїла. Порядок пророків підтверджується тільки один рукопис — Codex Marchalianus. Окремі розділи Нового Завіту слідують в такому порядку: Євангеліє, Діяння Апостолів, Соборні послання і листи Павла. Цілком можливо, що на початку оригінальний кодекс також включав деякі апокрифічні книги Нового Заповіту в кінці, як Синайський кодекс, так і Олександрійський та інші рукописи, хоч можливо, що навіть не мав Апокаліпсис. Аланд вважав, що в ньому вміщує як і Апокаліпсис, так і писання Апостольських отців. Натомість, Джеймс Кейт Елліотт припускав, що ніколи не містив Апокаліпсис.
У Старому Завіті відсутня
- Буття 1,1 — 46,28 (31 карт);
- Псалми 105,27 — 137,6 (20 картки)[3];
- Книги Маккавеїв 1-4
- Молитва Манасії[12].

У Новому Завіті не вистачає 
- Пастирські послання (1 Тимофія, 2 Тимофія, Тита, до Филимона)
- До Євреїв закінчується на  9,13;
- Апокаліпсис.

В сумі є то 10 листків. В XV столітті були додані рукописні доповнення  на місці відсутньої частини до Євреїв і в Апокаліпсисі (пізніше він був позначений як рукопис 91).
Довгші тексти і вірші

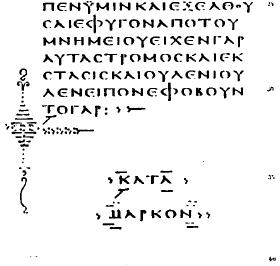
Кінець Євангелія від Марка у Кодексі Ватиканському

- Євангеліє від Матвія 12,47 ; 16,2б-3 ; 17,21 ; 18,11 ; 23,14;
- Євангеліє від Марка 7,16 ; 9,44.46 ; 11,26 ; 15,28 ; довше закінчення Євангелії від Марка (16,8-20);
- Євангеліє від Луки 17,36 ; 22,43-44;
- Євангеліє від Івана 5,4 ; Христос і грішниця (Івана 7,53 — 8,11);
- Діяння Апостолів 8,37 ; 15,34; 24,7 ; 28,29;
- До римлян славослів'я після 16,23 (16,24 був покинутий).
- 1-е Петра 5,3.

### Відсутній текст
- Від Матвія 5:44 — ευλογειτε τους καταρωμενους υμας, καλως ποιειτε τοις μισουσιν υμας (благословляйте тих, хто проклинає вас, хто ненавидить вас)[13];
- Від Матвія 10,37б — και ο φιλων υιον η θυγατερα υπερ εμε ουκ εστιν μου αξιος (і той, хто любить сина або дочку більше, ніж Мене, той Мене), ця фраза також обходить c Кодекс Бези[14].
- В молитві Отче наш відсутнє славослів'я Господа (Мф 6,13)
- Луки 9,55б-56а — και ειπεν, Ουκ οιδατε ποιου πνευματος εστε υμεις; ο γαρ υιος του ανθρωπου ουκ ηλθεν ψυχας ανθρωπων απολεσαι αλλα σωσαι («і він сказав: Не знаєте, якого ви духа, бо Син Людський не для того прийшов, щоб губити душі людські, а спасати»); фрази тої не має в наступних кодексах: Синайськім, Єфремовим, Regius, Koridethi, Zacynthius, 33, 700, 892, 1241, syr, copbo[15].

Ті опущення характерні для Александрійського тексту.
- Додаток в Євангелії від Матвія 27,49.
- Тим не менш, в Євангелії від Матвія 27,49 знаходиться характерний для рукописів Александрійської сім'ї додаток: ἄλλος δὲ λαβὼν λόγχην ἒνυξεν αὐτοῦ τὴν πλευράν, καὶ ἐξῆλθεν ὕδορ καὶ αἷμα (інший взяв спис, пробив Йому бік, і зараз вийшла вода і кров), текст той походить з Євангелія  Івана 19,34. Крім Кодексу Ватиканського, є він в Євангелії від Матвія в Синайському кодексі, Єфрема, Regius, Наняньському, Тішендорф IV, рукописах 1010 і 1293. Також присутній в деяких рукописах Вульґати, перекладах сирійських та ефіопських[16]. Відомий був Іван Золотоустий[17]. Вважається, що додаток був введений в Євангелії від Матвія під впливом боротьби з докетизмом[18].

## Історія кодексу

### Невідомі початки кодексу
Місце виникнення кодексу є предметом спекуляції. Горт пропонував Рим, з огляду на певну схожість до Вульгати. Скит висловлювався за Кесарію, інші запропонували південну Італію або Александрію (Кенйон, Буркіт). Тішендорф, Скрівенер, Батифол також Скит вірили, що біля Синайського кодексу є одним з п'ятдесяти примірників біблій, підготованих Євсевієм за дорученням Костянтина Великого в 332 році. На думку Скита кодекс був відторгнутий імператором, оскільки не заключав канонів Євсевія, заключав багато коректорських нотаток, а крім того бракувало в ньому книг Маккавейських.
Найбільш імовірним місцем виникнення є Александрія. Вказує на неї стислий зв'язок з коптськими перекладами  однаково текст Старого як і Нового Заповіту, а також черговість книг, сумісна з тим, що виник небагато пізніше каноном Афанасія (у 367 році). За єгипетським походженням крім того промовляє — подібно як в Александрійському кодексі — коптський вигляд літер в заголовках, особливо літера «мі», яка отримує коптський вигляд не тільки в заголовках, але також в принциповому тексті на кінці лінії, де простір був більш заощаджуваний.
У VI столітті зберігався у бібліотеці в Кесарії разом з Синайським кодексом (ця сама система поділу тексту Діяння апостолів). Звідси переданим був до Константинополя, до Італії попав імовірно під час Флорентійського собору (1438—1445). Кодекс не міг виникнути перед 313 роком, оскільки виконаний з пергаменту високої якості, а складеним був через професійних писарів. Його кошти виконання були занадто високі, щоб міг собі на то дозволити переслідувана церква. Оскільки не заключає Канонів Євсевія, в його випадку можливу є більш рання дата ніж 325 (інші основні кодекси містять їх) і тим самим міг виникнути раніше ніж Синайський кодекс. Володіє також менше декорацією, а тото також промовляє за більш ранньою датою. Однак з огляду на черговість книг, сумісну з каноном Афанасія, висунено часом думки, що кодекс виник після 367 року, тобто близько 380 року. Той погляд форсував Дін Бургон (1813—1888)[а], сьогодні можна його зустріти головне в популярних виданнях. Однак факт, що Афанасій вирахував книги НЗ в цій самій черговості, що Ватиканський кодекс не позначає, що та черговість бере свій початок саме від Афанасія. Він вирахував його просто в такій черговості, в якій звикло воно вираховувати в Александрії. Ані Ватиканський кодекс, ані Афанасія не впроваджував до цього порядку книг ніякихих інновацій. 

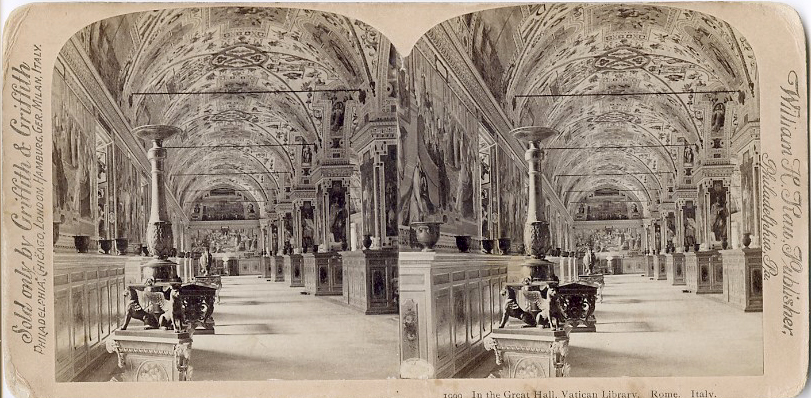
Сикстинський зал Ватиканської бібліотеки

Кодекс був включений в першому каталозі бібліотеки Ватикану (заснований в 1448), складеного в 1475 році, який вказаний в розділі 1209 і в каталозі 1481. В каталог 1481 був описаний як «Біблія  in tribus columnis ex memb».
До початку XVIII століття, мало хто про нього чув, але ніхто не знав, його реальної вартісті. Еразм був проінформований про нього письмово в 1521 році через Паулюсем Бомбасіуса, префекта Ватиканської бібліотеки. Бомбасіус звинуватив його у відході від тексту Вульгати, що зберігається у бібліотеці дуже старої копії Святого Писання. У листі до Еразма Бомбасіус процитував всього лише тексти 1 Івана 4,1-3 і 1 Івана 5,7-11  з того «дуже старого рукопису». У 1533 Еразм  знову вдався в кореспонденцію з наступним префектом Ватиканської бібліотеки — Сепульведом. У листі Сепульведа вирахував 365 текстових варіантів кодексу, в яких згідний кодекс є з Вульгатою проти тексту Еразма. Ми не знаємо, які варіанти вирахував Сепульведа, відомий є нам тільки один з них, а то тому, що у своїх Annotationes при коментуванні Діяння 27:16 Еразм писав, що Кодекс застосовується до папській бібліотеці καυδα (каудо), як ім'я острова, поряд з яким плив корабель Павла, що не κλαυδα (Клауда), як еразмівський Novum Instrumentum Omne. У листі від 1534 Сепульведа зновузнову переконував про згоду Вульґатою з тим стародавнім рукописом.
У 1580 році папа Сикст V використав кодекс у виданому собою тексті Септуагінти. В 1669 році Бартолоці склав список (мабуть витяг), деяких його уроків, який однак не був опублікований і аж до 1819 року залишився невідомим. Інший частковий список його уроків був складений — на прохання Бентлея — близько 1720 року. Списки обраних текстових варіантів більшості книг НЗ були видані в 1798—1801 роках в Копенгагені через Андреаса Бірча, весь цей час були доступні тільки фрагменти Кодексу і реальна його цінність також не була доцінена. Ці списки були не тільки неповним, але навіть змішалися з варіантами інших кодексів з бібліотеки Ватикану, і, тому не була ретельні. Багато з них приписувало кодексу цілком інші варіанти ніж той має. Андреас Бірч зазначив, що Мілль та Веттштайн Falso citatur Vaticanus, і, як приклад помилкового цитування подав Луки 2:38 — Ισραηλ (Ізраїль), а Ιερουσαλημ (Єрусалим).
Перед XIX століттям, жоден з науковців не був допущений до вивчення або випуску його тексту, в результаті того вчені не були свідомі реальної цінності кодексу. В той час, поширеною була підозра, що його текст носить численні інтерполяції латинської традиції тексту. Джон Мілль у своїй «Пролегомени» (1707) написав: «in Occidentalium gratiam і Latino scriba exaratum» (складений через латинського писаря для західного світу). Мілль не бачив навіть потреби, щоб текст кодексу був воєдино. Веттштайн не був навіть зацікавлений, щоб взнати текст кодексу або деякі його текстові варіанти. Судив, що кодекс не має жодного авторитету (sed ut vel hoc constaret, Codicem nullus esse auctoris) і не міг би йому допомогти в прийнятті текстових рішень. Крім того в 1751 році Веттштайн надав для кодексу символ B (з огляду на вік), тоді як для Кодексу Александрійського — А, для Кодексу Єфрема — C, для Кодексу Бези — D.  З того часу, аж до відкриття Кодексу Синайського, займав другу позицію на списку рукописів Нового Заповіту.
Грісбах в 1777 році склав список дев'яти рукописів, які необхідні для відтворення тексту Александрійського: C, L, K, 1, 13, 33, 69, 106 і 118. Ватиканський кодекс не знайшовся в цьому списку. У 1796 році у другому виданні свого грецького Нового Завіту Грісбаха додав до списку Ватиканський кодекс, як свідок тексту Александрійського для Марка, Луки, Івана і  кінцевих партій від Матфія. Він все ще був переконаний, що перша половина Метфія кодексу представляє західний текст.

### Після 1809 року
Наполеон Бонапарт в 1809 році переніс його, разом з цілою папською бібліотекою, до Парижі (перед Євангелієм від Матвія видніється дата 10 вересня 1809). Переглядав його і поверхнево дослідив в 1809 році Йоганн Леонард Хуґ (1765—1846). Плоди його роботи: «De antiquitate codicis Vaticani commentatio». Хуґ не бачив однак потреби, щоб текст кодексу був знову з'єднаний, бо не оцінював високо тексту текст Александрійського. Тим не менш, його публікація сприяла зростанню зацікавленості кодексом. З того часу вже ніхто не зв'язував кодексу із західним текстом. Був вже обмінюваний як один з трьох найважливіших представників тексту Александрійського. У 1815 році Код повернувся до Риму, але біблійні вчені почали розуміти його значення, і багато з них намагалися ознайомитись з кодексом.

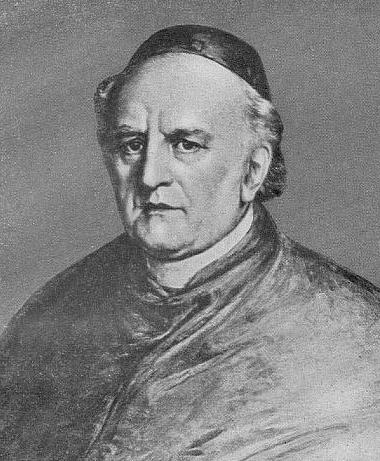
Анджело Маї, підготував в роках 1828—1838 видання facsimile тексту Нового Завіту (опублікований посмертно в 1858 році)

Анджело Маї, підготував в роках 1828–1838 видання facsimile тексту Нового Завіту (опублікований посмертно в 1858 році).
Через наступне півстоліття сперечалися, серед іншого, про те який з кодексів Ватиканський чи Александрійський старший. У 1843 році Костянтин Тішендорф отримав право ознайомлення з кодексом, але всього лише на шість годин. Наступного року Едуард де Муралт — вже на дев'ять годин.
У 1845 році Самуїл Пріді Трегеллс отримав право ознайомлення, цього разу міг з нього користуватися протягом трьох місяців, але без права складання заміток. Однак, Трегеллс текст запам'ятовував, а після повернення в кімнату, в якій він жив, записував все, що зміг згадати. Після повернення до Лейпцига він видав це, що зміг занотувати. Не було цього так багато, але протягом найближчих років, доступ до кодексу став ще складніший.
Спосіб, у якому охоронявся кодекс: дозвіл або взагалі заборона для всіх дослідників, був особливо принизливий для протестантських біблійних вчених. У 1859 році, після відкриття Синайського кодексу, Папа Пій XI погодився сфотографувати кодекс. У 1889 році, фотоподібне facsimile видав Джузеппе Козза-Лузі в Римі і з тих пір став доступний для наукових досліджень. Інше видання facsimile тексту НЗ було зроблено в 1904 році в Мілані.
Тим не менш, Дін Алфорд в 1861 році і його секретар Куре в 1862 році зібрали і звірили сумнівні партії кодексу, які в різноманітних виданнях facsimile отримували суперечливі собі варіанти. У 1866 році Тішендорф знову отримав право перевіряти кодекс, а в 1867 році опублікував текст Нового Завіту.
У 1965 році за наказом Павла VI сфотографований був Новий Завіт кодексу і був представлений учасникам, як і спостерігачам II Ватиканського собору. У 1999 році рукопис був оцифрована в Instituto Poligrafico e Zecca della Stato, і випущений у вигляді фотокопій. Видання старається точно наслідувати кодекс, не тільки щодо розмірів, але також і кольору кодексу. Видання наслідує навіть діри в пергаменті. До видання додано в окремому томі Пролегомени. Текст Пролегомени писаний є золотом і сріблом, має 74 сторінок.

### Опис кодексу
Листки кодексу мають тепер виміри 27 на 27 см (оригінальними були трохи більше), встановлені є через тонкий, дуже хорошої якості пергамент. Текст писаний є в трьох колонах, що є рідкістю. Поза Ватиканським кодексом серед рукописів НЗ всього лише кодекс 048 і 053 писані є в трьох колонах. У кожній колоні по 40–44 лінійок тексту (у НЗ завжди 42 лінійки), а в лінійці 16–18 літер.

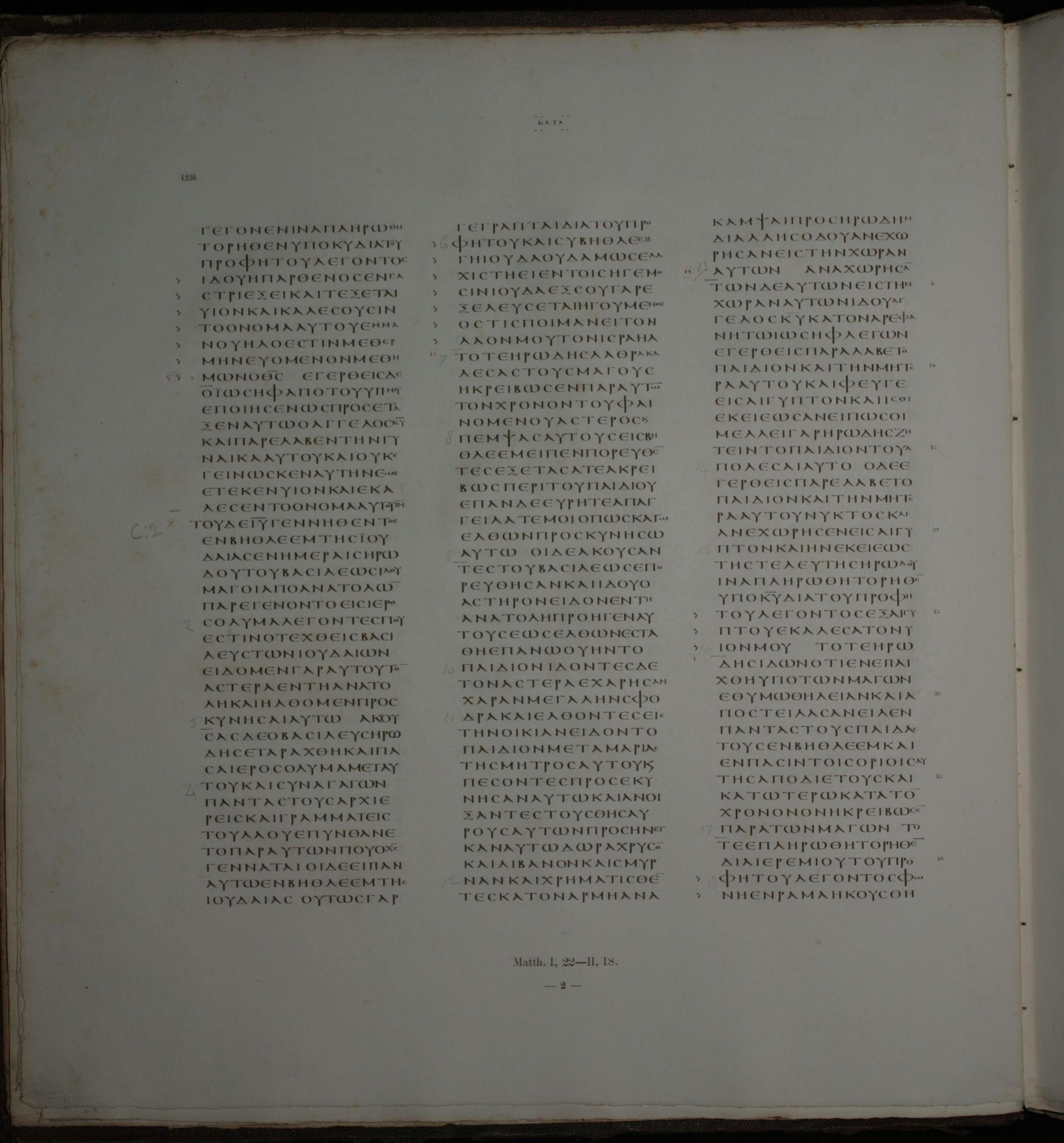
Факсимільне видання з 1868, текст Матвія 1,22-2,18,що позначаються при допомозі відвернутого comma (>)

Букви маленькі, витончені, прекрасно писані каліграфічно, мають регулярний вигляд, що вписується в квадрат. Літери йота(I) і іпсилон(Ε) не мають придихів ані акцентів, що походять від першої руки. Цитати із Старого Завіту позначалися при допомозі comma (>). На лівому маргінесі колон що якийсь час з'являється горизонтальна двокрапка, німецький umlaut, що нагадує: (¨). Тішендорф міркував над їх значенням, але лише в 1995 році були зрозумілі. Є їх близько 800, доданими були пізніше (через першого коректора), а позначають ці тексти, які в інших рукописах отримують інше звучання. Umlaut застосованим був напр. в секції 1 до Коринтян 14,34–35, яка то секція через частину рукописів поміщається по 1 до Коринтян 14,40. Роблять це перш за все рукописи західного тексту (Claromontanus, Augiensis, Boernerianus, 88, itd, g), але також кодекс 88 і деякі рукописи Вульгати. Фульдський кодекс поміщає цю партію на маргінесі.
На кожній стороні знаходяться три колони тексту, а число лінійок завжди однакове (42). Помітна є тенденція до розпочинання думок від нової лінійки (однак рідкісніше ніж в Синайськім). На початку кожної книги знаходяться заголовки, прикрашені зеленою табличкою з червоним обрамленням.
На кінці кожної книги знаходиться колофон, прикрашений арабескою або короніс. Колофон Євангелії Івана володіє найяскравішою окрасою, імовірно для зазначення, що закінчується Євангеліє. Колофони Листів Павла інформують, звідки був написаний даний лист (До Римлян — з Корінфа, 1 до Коринтян — з Ефезу, 2 до Коринтян — з Філіпії, до Галатів — з Риму, до Ефесян — з Риму, до филип'ян — з Риму, до Колоссян — з Риму,1 до Солунян — з Афін,1 до Солунян — з Афін).

## Поділ тексту
Текст Євангелія не був поділений ані на секції Амонія, ані Євсевія, але згідно іншому поділу, що виступає також в Кодексі з Zakynthios (Ξ 040) з VI століття і рукописі 579. Це розділення не відбувається ніде. Матвій в цій системі ділений є на 170 розділів, Марк на — 62, Лука — 152, а Євангеліє від Івана на 80. Діяння діляться згідно двом системам, раз на 36 розділів, а раз на 69. Перший поділ виступає тільки в одному грецькому рукописі Синайського кодексу також двох найважливіших рукописах Вульгати (Аміатинський кодекс і Фульдський кодекс)[f]. Послання св. Апостола Павла були розділені відповідно до двома різними системами, відмінних від апарату Евталія.
Послання Павла діляться на 140 послідовних розділах. Лист до Галатів закінчується 58 розділом, а наступний по ньому лист до Ефесян починається 70 розділом. Послання до Євреїв, який складається з розділів, пронумерованих 59-63 (карти з розділами 64-69 загинули), a потім 93 розділі наступає 2 до Солунян. Та система виникла після 200 року в Олександрії, коли Лист до Євреїв поміщався між списками до Галатів і до Ефесян (застосовує його папірус β46).

### Писарі та коректори

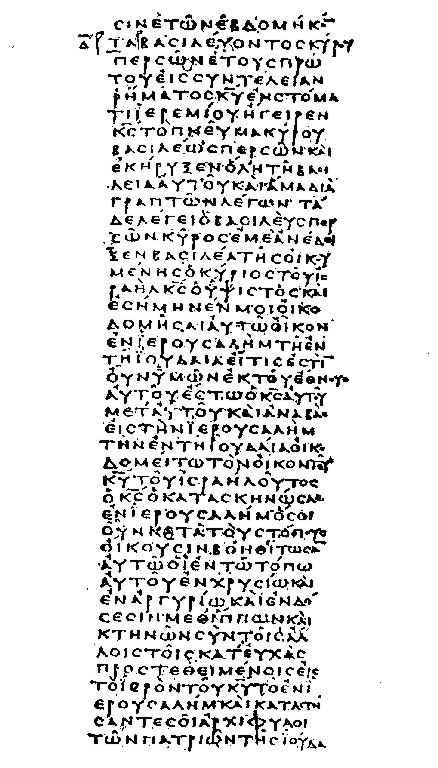
Один із стовпців Ватиканського Кодексу містить 1 Езра 2: 1-8

Тішендорф вважав, що рукопис був написаний трьома писарями (A, Б, C), два з них склали Старий Завіт, а третій — весь Новий Завіт. Той погляд схвалював Фредерік Г. Кеньон, але був підданий ретельному дослідженню, проведеного Мілном і Скитом. Виявилося, що третього писаря не існує, а його роботу виконав другий писар. Той погляд акцептований сьогодні через всіх палеографів. Тому рукопис був складений тільки двома переписувачами (А і Б). Писар «А» склав:
- Буття  - 1 Царів, сторінки 41-334
- Псалми — Книга Товита, сторінки 625–944
- Писар Б підготув:
- 1 Царів — 2 Ездри, сторінки 335–624
- Осія — Даниїл, сторінки 945–1234
- Новий Завіт[59]

Тішендорф був думки, що писар «Б» Ватиканського кодексу також і писар «Г» Синайського кодексу. Детальні дослідження, проведені Мілном і Скитом, виключили зв'язок між обома кодексами.

### Виправлення тексту
Тішендорф ідентифікував трьох коректорів, які пізніше працювали над кодексом(Б1, Б2, Б3), однак пізніші дослідження виключили існування коректора Б1. Передбачається, що коректор Б2 працював над кодексом в V–VI ст, і коректор Б3) — X або XI столітті.
У X або XI столітті в місце вицвілого тексту нанесений був новий текст. Копія складена була старанно, і всього лише невелика частина добре збереженого первинного тексту залишилася неторканою. У випадку помилки диттографії чорнила  наносять тільки на першу літеру, другу залишають незміненою, натомість в разі помилок гаплографії  не додають літер і текст залишають в незміненому стані. На жаль, освіжені літери незначно втратили на своїй регулярності і елегантності. Послання Павла змінила свою позицію, Послання до Євреїв був переміщений на подальшу позицію. Черговість книг сумісна з черговістю книг канону Афанасія з 367 року.
На сторінці 1512 Кодексу, текст Послання до Євреїв 1.3, є єдиний варіант тексту φανερων (показав) варіант, замість відомого з інших рукописів φερων (підтримує, носить). Це змінює вимову лінію «Христос, що підтримує усе словом сили Своєї» на «Христос проявляє все словом сили Своєї». Перший коректор підправив φανερων на традиційне φερων, але другий коректор підправив першого, відновлюючи первинне φανερων, а біля тексту Hbr 1,3 додав на маргінесі ноту наступному змісту: «ἀμαθέστατε καὶ κακέ, ἄφες τὸν παλαιόν, μὴ μεταποίει» («глупий і поганий, не опускай і не змінюй стародавнього тексту»). Таким чином пізніший коректор запротестував проти зміни тексту. 

## Текст рукопису
Кінець Євангелія від Луки і початок Євангелія від Івана на цьому самому листку кодексу.
Рукопис представляє Александрійський тип тексту Нового Заповіту. Хорт, а за ним Стрітер вважали, що той текст є результатом рецензії, виконаної через Гезія на початку IV віку в Александрії. Відкриття папірусу Бодмер XIV–XV в 1952 році виявило однак, що той текст існував вже близько 200 року.
Грецький текст Євангелія від Луки і від Івана дуже близький таким рукописів Нового Заповіту, як: папірусові рукописи 𝔓66 і 𝔓75 також рукопис 0162. Стається також значна схожість з Кодексом Синайським, хоча Госкер виявив, що стається між ними 3036 відмінностей: в Матвія — 656, в Маркаа — 567, в Луці — 791, в Євангелії від Івана — 1022. В цілому вони, як правило, результат або іншого підходу до ітацизму, або іншої транскрипції семітських імен або фраз, яких правопис був клопітливий для греків. І так крик Ісуса на хресті «Боже Мій, Боже Мій, нащо Ти мене покинув»? обидва кодекси в Євангелії Матвія передають в таких версіях:
- ελωει ελωει λεμα σαβακτανι — Ватиканський
- ελωι ελωι λεμα σαβαχθανι — Синайський

А в Євангелії Марка в таких версіях:
- ελωι ελωι λαμα ζαβαφθανι — Ватиканський
- ελωι ελωι λεμα σαβακτανει — Синайський

Серед найбільш значних відмінностей належить текст Лк 4,17. Згідно Кодексу Синайського Ісус «розвинув» сувій, натомість згідно Ватиканському Кодексу «відкрив». Текст був модернізований для читача IV віку, коли вже рідко вживано сувоїв. Госкер оцінив, що спільний «предок» обох кодексів походить з приблизно 200 року, при цьому можливому був би навіть 180 рік. Обидва кодекси застосовують також інші декорації для колофону, за винятком колофону в Книзі Второзаконня в Кодексі Синайському і колофону Євангелія від Марка у Ватиканському Кодексі.Таким чином, вони не могли вийти з цього самого скрипторія. Текст кодексу Курт Аланд класифікував до категорії I.

## Значення
Є одним з найкращих свідків тексту Септуагінти, хоча його текст не завжди має однаково високу цінність. Високо оцінюваний в Книзі Єзекіїля, низько натомість в Книзі Ісаї, в Книзі Суддів має відмінний текст від більшості грецьких рукописів, але резонує із старо-латинськими рукописами, саідзькими (коптийський діалект), також цитатами Кирила Олександрійського. У Книзі Йова заключає близько 400 додаткових фраз, взяті з перекладу Феодосія, яких не заключають ані старо-латинські рукописи, ані саідзьких.
У Новому Заповіті, в Євангеліях і Діяннях апостолів є найкращим представником Александрійського тексту, в Послання св. Апостола Павла є рівний Синайському кодексу, однак в листах Павла раз по раз доходить до голосу західний текст, що впливає на знижку якості передаваного тексту, і кодекс уступає тут Синайському кодексу, стоячи другим свідком тексту. Це означає, що в будь-якому науковому виданні тексту Септуагінти або Нового Завіту  Ватиканський Кодекс не тільки не може бути проігнорований, але має розглядатися як один з найважливіших джерел. На додаток до Синайського кодексу є одним з найбільш видаваних рукописом Нового Завіту.
Кодекс обривається різко на Євр 9, 14, бракує пастирських посланнях і Апокаліпсису, і то неоціненна втрата з точки зору критики тексту. У XIX столітті повертають увагу на те, що Vaticanus 2066 (V століття), що містить текст Апокаліпсису, є подібно як Ватиканський кодекс, писаний в трьох колонах (рідкісна ознака), має наближені розміри і репрезентує текст Александрійський. Розмірковувано неодноразово, чи текст Апокаліпсису цього рукопису не споріднений Ватиканському Кодексу.
Кодекс в цілому високо оцінюваний і користується гарною репутацією серед критиків тексту, науковців та представників церкви. Багатьох вважає його найважливішим рукописом Нового Заповіту, в той час як інші поміщають його на друге місце після Синайського кодексу. Але прихильники Textus Receptus не в захваті. До таких належав Джон Вільям Бургонь, на його думку Vaticanus, Синайський кодексу та Кодексу Бези є рукописами із зіпсутим тексту. Кожен з цих трьох кодексів має текст «сфабрикований, у результаті безапеляційної і легковажної рецензії». Найважливіше з цих трьох кодексів, тобто Синайського і Ватиканського Бургон прирівняв до «двох фальшивих свідків», згаданих в Матвія 26,60.